# Laktamy

β-laktam, γ-laktam, δ-laktam i ε-laktam

Laktamy – tzw. „wewnątrzcząsteczkowe amidy” połączenia heterocykliczne zawierające heteroatom azotu w pierścieniu oraz grupę karbonylową w położeniu 2 w stosunku do atomu azotu. Można je otrzymać m.in. na drodze [2+2] cykloaddycji ketenów z nitrylami, albo też przegrupowania d-4-izoksazolin.
Warunkiem aby powstawać mógł laktam jest aby grupa aminowa w pierwotnym związku znajdowała się przy węglu gamma (węgiel w pozycji czwartej licząc od grupy karboksylowej) lub dalej.
Pierścień laktamowy jest składnikiem wielu antybiotyków.